# Community card poker

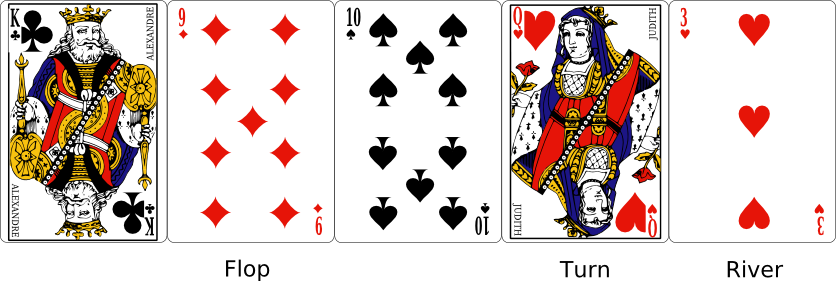
Řada vyložených společných karet - flop, turn a river.

Community card poker je označení pro skupinu pokerových variant, ve kterých jsou používány tzv. community cards, neboli společné karty. Ty jsou rozdány lícem nahoru doprostřed stolu a jsou společné pro všechny zúčastněné hráče (vyloženým společným kartám se říká board). Mimo společné karty dostanou hráči také vlastní karty (lícem dolů, tzv. hole cards) a pokerové kombinace poté tvoří zkombinováním svých karet s kartami společnými.
Nejoblíbenější community card poker hrou současnosti je Texas hold 'em.

## Průběh hry
Běžná hra community card pokeru začíná vylosováním pozice dealera, od kterého jsou rozdávány karty po směru hodinových ručiček. Hráči poté dají blindy nebo ante a jsou jim rozdány zavřené karty (hole cards). Poté začíná první kolo sázek. Jako první sází hráč nalevo od big blindu. Poté přijde na řadu vyložení prvních společných karet (ve většině variant tří, tzv. flop). Poté nastává další kolo sázek. V tomto kole sázek většinou začíná sázet hráč nalevo od dealera. Poté se podle daných pravidel postupně vykládají na stůl další společné karty, po čemž vždy následuje kolo sázek (ve většině variant se po flopu vykládají ještě dvě karty - čtvrtý turn a pátý river). Pokud je po posledním kole sázek ve hře ještě více než jeden hráč, dochází k otočení karet (showdown). Hráč s nejlepší karetní kombinací dle hrané varianty vítězí bank (pot).

## Varianty
Variant community card pokeru je mnoho, zde jsou uvedeny některé z nejznámějších.

### Texas hold 'em
Texas hold 'em je nejpopulárnější pokerovou hrou současnosti. Hráč na začátku dostane dvě hole cards. Poté se vykládá flop, tedy tři karty najednou. Po flopu následuje čtvrtá karta, turn, a po něm ještě karta pátá, river. Hráč může při vytváření pokerových kombinacích karty společné a zavřené nakombinovat libovolně.

### Omaha hold 'em
Omaha je podobná Texas hold 'emu, s tím rozdílem, že na začátku každý hráč dostane čtyři karty. Při konečném vyhodnocování musí použít dvě karty z ruky a tři karty společné.